# Chiesa di Santa Caterina (Avelengo)
La chiesa di Santa Caterina (in tedesco: St. Katharina in der Scharte, ossia "nel valico" o "nella forcella") è una chiesa cattolica situata nel comune di Avelengo, in provincia di Bolzano; è sussidiaria della parrocchiale di San Giovanni di Avelengo e fa parte della diocesi di Bolzano-Bressanone.

## Storia

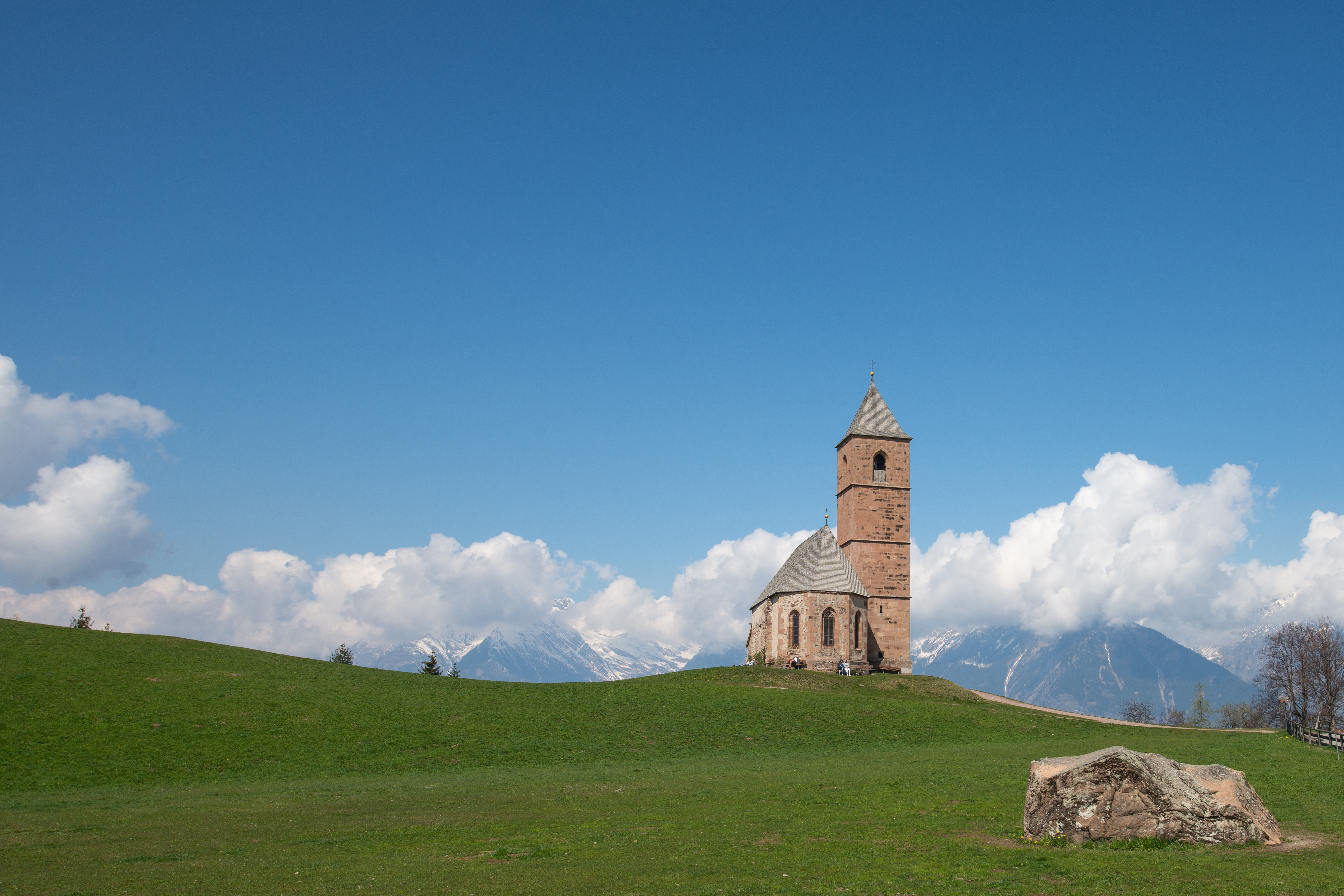
La chiesa vista da dietro, con il Gruppo Tessa sullo sfondo; la grande pietra che si vede in primo piano è oggetto di una leggenda secondo cui un gigante che stava costruendo questa chiesa si mise a litigare con un altro che stava costruendo quella di San Giacomo a Lavenna (Meltina), il quale lanciò verso di lui questo macigno.

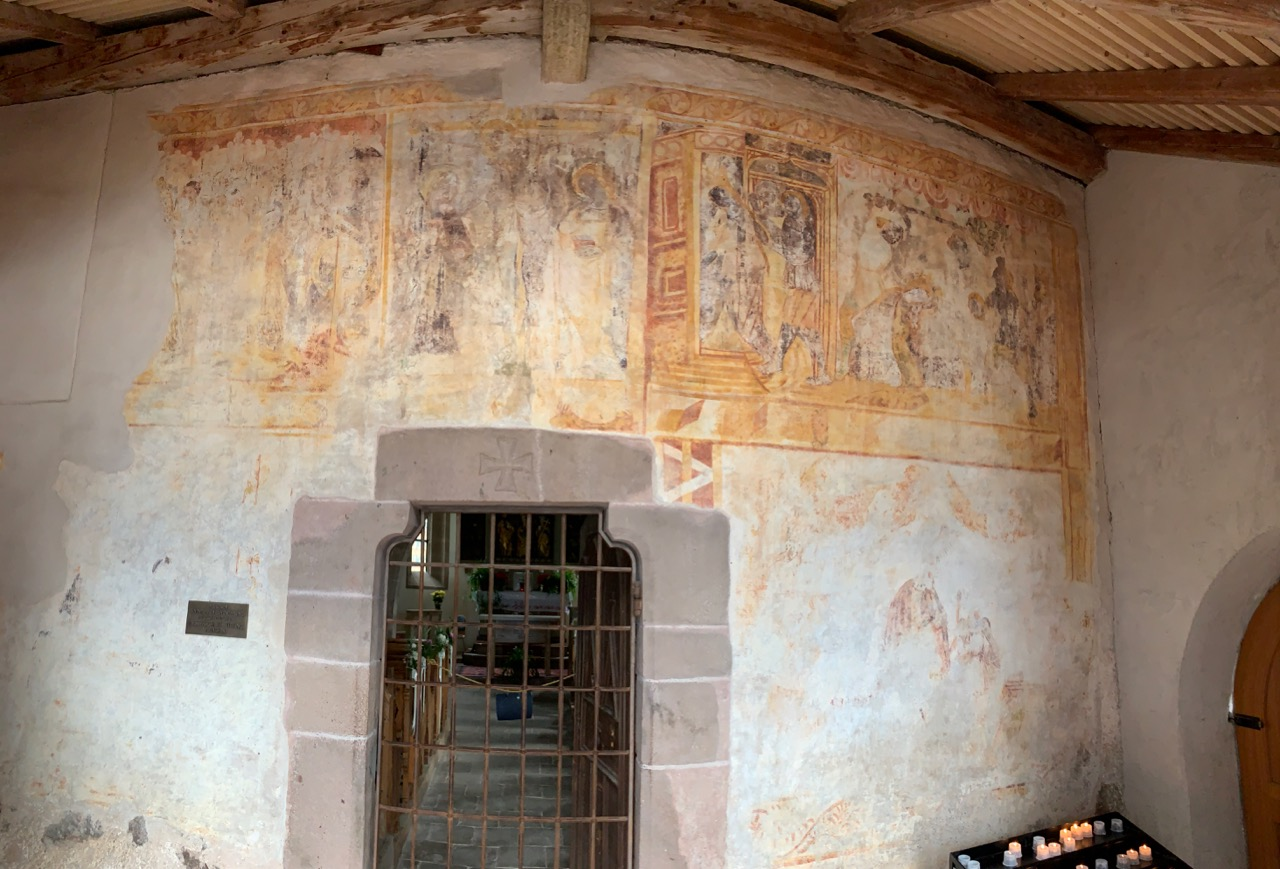
Gli affreschi della facciata

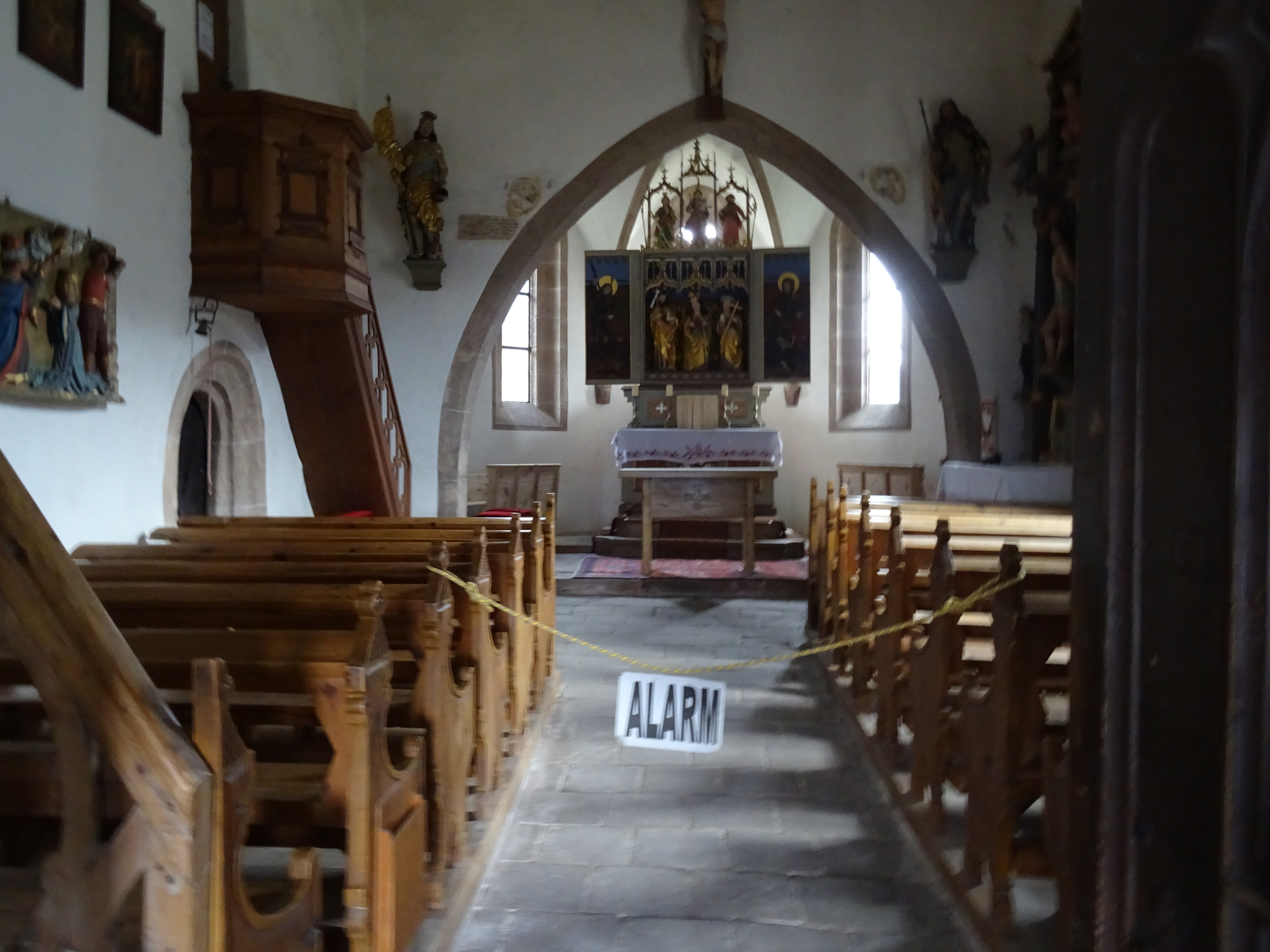
Interno

Secondo la tradizione, una prima chiesa sul posto venne eretta forse nel XII secolo, al posto di un luogo di culto pagano, e andò distrutta in un incendio nel 1202; essa venne riedificata in forme romaniche, e nel 1251 ne è documentata la consacrazione. L'intitolazione a santa Caterina, patrona tra l'altro dei carrettieri, sarebbe legata all'antico sentiero che da Avelengo conduceva al fondovalle, rimasto in uso fino agli anni 1980. 
Anche della seconda chiesa resta poco: coro e campanile vennero infatti ricostruiti in stile tardogotico nel 1452, e nel Cinquecento il soffitto della navata (e con esso tutto il tetto) venne sopraelevato per portarlo a livello del coro. Intorno al 1900 venne infine aggiunto il vestibolo storicista davanti alla facciata, in cui venne poi inserito il portale romanico che si trovava prima sul fianco meridionale.
Nel 1999 facciata e campanile sono stati oggetto di restauro.

## Descrizione

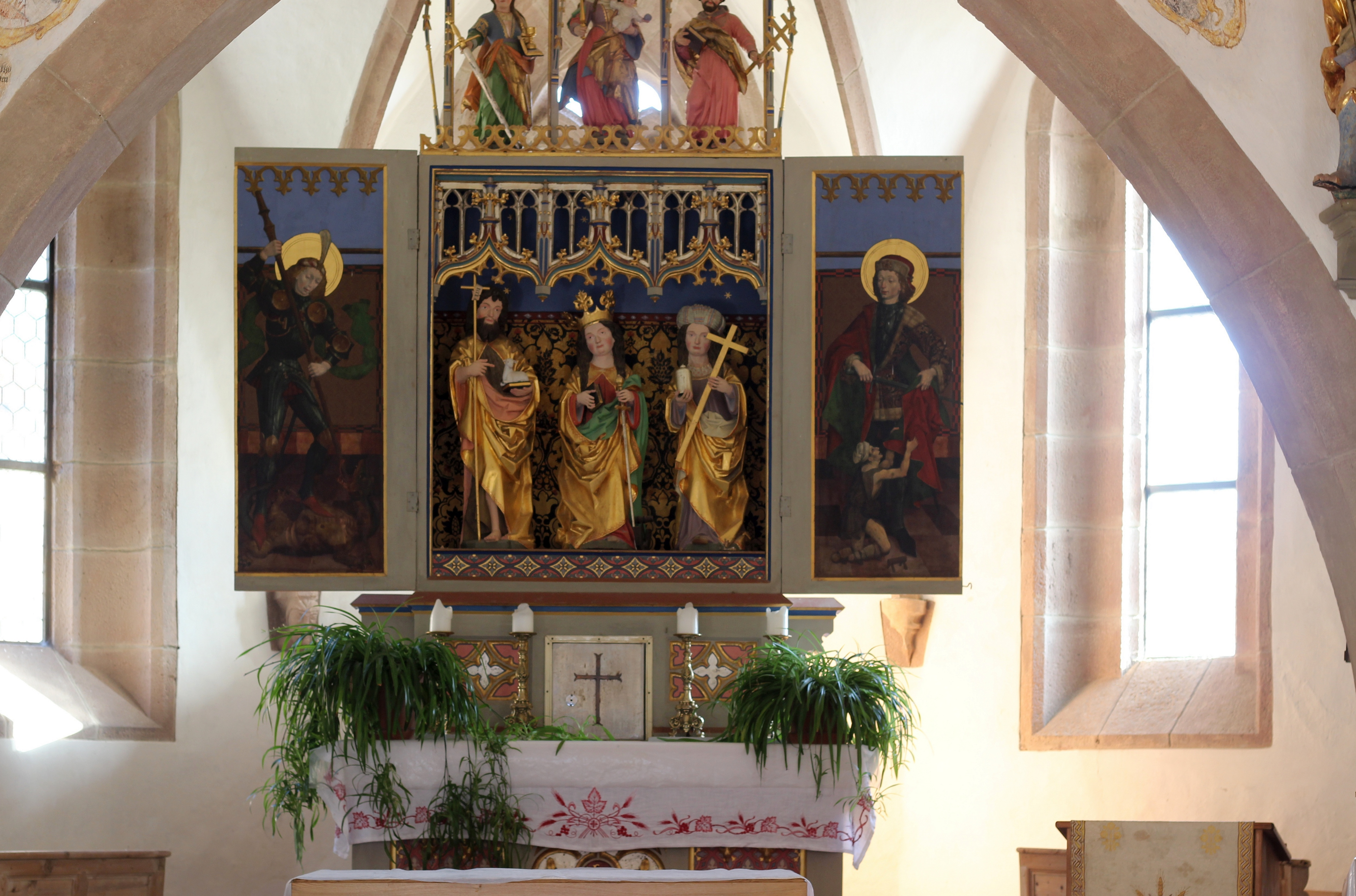
Dettaglio dell'altare

### Esterno
La chiesa, orientata verso sudest, sorge nell'omonima località di Santa Caterina, in posizione panoramica tra boschi e prati del Monzoccolo, con vista sulla conca di Merano; poco distante si trova un'antica edicola votiva, con affreschi di scuola meranese di inizio Quattrocento che raffigurano la Crocifissione e i santi Caterina, Volfango, Antonio abate, Leonardo di Noblac, Vigilio e Giovanni Battista.
La chiesa è costruita principalmente in arenaria della Val Gardena e porfido quarzifero di Bolzano, e in misura minore in granito dal vicino Monte Ivigna, con conci che arrivano a misurare anche 1,8 metri di lunghezza; essa si presenta con facciata a capanna, preceduta da un vestibolo neoromanico con prospetto scalare, e conclusa da un coro poligonale. 
Il campanile è una massiccia torre a base quadrata, con cella campanaria aperta da grandi monofore archiacute e cuspide piramidale; esso ospita tre campane: la Grande (fusa da Josef Graßmayr, 1757), la Media (Peter Sermond di Bormio, 1553) e la Piccola (Giovanni Colbacchini, 1925).

### Interno
La porzione di facciata che si trova all'interno del vestibolo è occupata da un ciclo di affreschi purtroppo assai degradato, databile al 1360-70 (o al 1410 secondo altre fonti), raffigurante una Crocifissione e tre scene della vita di santa Caterina (la cattura, il supplizio della ruota e la decapitazione). L'interno è a navata unica, conclusa all'abside poligonale, con finestre archiacute e volta a costoloni.
L'altare a portelle è opera gotica del 1490, successivamente rimaneggiata; la parte centrale, ridipinta nel 1875, ospita le statue di santa Caterina, san Giovanni Battista e santa Maria Maddalena (o sant'Elena), mentre nella cimasa, che è un'aggiunta seicentesca, vi sono quelle della Madonna con Bambino e dei santi Barbara e Osvaldo. All'interno delle portelle sono dipinti san Martino e san Giorgio, e all'esterno la scena dell'Annunciazione. 
L'altare laterale, intitolato a san Sebastiano, è del 1630 circa, ed è affiancato da due statue dei santi Antonio di Padova ed Elisabetta di Turingia, di epoca diversa. Seicenteschi sono pure il pulpito ligneo e le statue dei santi Floriano e Rocco ai lati dell'arco santo. Sulla parete nord della navata è presente inoltre un rilievo raffigurante la decapitazione di santa Caterina.
L'organo è opera di Oswald Kaufmann del 2005.